# ダーククリスタル
『ダーククリスタル』（英語: The Dark Crystal）は、1982年に公開されたアメリカ映画。1983年アボリアッツ国際ファンタスティック映画祭グランプリ受賞。1983年第10回サターン賞ファンタジー映画賞受賞。1984年星雲賞メディア部門受賞。

## ストーリー
暴虐な種族・スケクシス族は、、巨大な黒水晶ダーククリスタルを得て、千年もの間惑星トラを支配下に置いていた。不死の存在と思われていたものの、絶大な権力を誇った皇帝が死に、残るはわずかに9人となった。間もなく来る3つの太陽の「大合致」に、ダーククリスタルは巨大な力を得て、スケクシスの力は再び往時の勢いを取り戻すことが期待されていた。
この地には、「三つの太陽が ひとつに輝くとき 分裂し、破滅したものたちは ひとつに統べられる ふたつをひとつにするのは ゲルフリンの手によって あるいは無なり」という預言があり、それを恐れたスケクシス族は、かつて邪悪な兵士・ガーシムを用いてゲルフリン族を滅ぼしたはずだった。だが、ゲルフリン族の若者ジェンは、ダーククリスタルの城から遥かに離れた谷で、穏やかな賢者の種族ミスティック族に保護されて生き延びていた。光の粒となる最期を迎えたミスティック族の長老からの遺言の中で、スケクシス族と預言について知らされたジェンは、世界を破滅から救うというクリスタルを求めて旅に出た。
一方、ダーククリスタルの城では、新たな皇帝の座を巡り、将軍と侍従長が争い、最終的に将軍が新たな皇帝の座に就くこととなった。その直後、ダーククリスタルを通じてジェンの存在がスケクシス族に知らされ、ガーシムたちが駆り出される。一方、将軍に負けた侍従長は、ゲルフリン族の生存を知ると何事かを思案し、荒野へと立ち去った。
旅を続けていたジェンはこの世界を観察していた魔女・オウグラと出会う。彼女の館には、ウルスケク族というこの星の外からやってきた種族から授けられた宇宙の模型「太陽系儀」があり、ジェンはその美しくも不思議な動きに興味を示す。その後、ジェンは時間こそかかったがオウグラの持つ欠片の中から、本物のクリスタルの欠片を選び出した。だが、オウグラの館にガーシムたちが攻めてきたため、ジェンは太陽系儀を利用して館から脱出する。
沼地まで逃げてきたジェンは、同族の少女キーラと出会う。彼女が育てられたポッド族の村を訪れたジェンは歓待を受ける。ポッド族にガーシムたちが襲撃してくる中、スケクシスの侍従長が現れ、ジェンたちは難を逃れる。一方、ミスティック族の谷では、ミスティック族全員が、ダーククリスタルの城への旅を始めようとしていた。
悲しみの中、森で一夜を過ごしたジェンとキーラは遺跡に迷い込む。その壁画より預言の意味を読み取ったジェンは、キーラが呼んだランドストライダーに乗り、二人でダーククリスタルの城を目指した。地下水道よりダーククリスタルの城に侵入した二人は、スケクシスの侍従長に見つかる。キーラは囚われの身となり、スケクシスの科学者より「生命のエキス」を抽出されそうになる。
同じく囚われたオウグラと意識を取り戻したジェンの励ましにより、キーラは動物たちの助けを借りて、危機を逃れる。二人はそれぞれにダーククリスタルを目指し、黒水晶の間に到達した。距離を置いても互いの無事を確かめ、心から安堵した。「大合致」の時間が近づく中、黒水晶の間に集結していたスケクシス族に見つかったジェンは、ダーククリスタルに取り付くことに成功するが、携えていたクリスタルの欠片を取り落としてしまう。キーラがとっさに拾い上げ、ジェンに投げ渡したが、スケクシス族の手でキーラは殺された。「大合致」によりダーククリスタルの輝きが強まる中、ジェンは絶望と怒りに燃え、ダーククリスタルの亀裂に欠片を戻した。欠片はダーククリスタルと融合し、大水晶が復活し、その衝撃でジェンは振り落とされる。
泣きながらキーラを抱き上げる彼の眼前で、スケクシス族とミスティック族は融合し、ウルスケク族となっていった。スケクシス族の意思とミスティック族の叡智が溶け合った輝きの中で、ジェンは事の真相を告げられる。ウルスケク族の力でキーラは甦った。世界と大水晶を託すと告げられ、ジェンとキーラは異次元へと昇天していくウルスケク族を見送る。

## スタッフ
- 監督：ジム・ヘンソン / フランク・オズ
- 製作：ジム・ヘンソン / ゲイリー・カーツ
- 製作総指揮：デビッド・レーザー
- ストーリー：ジム・ヘンソン
- 脚本：デヴィッド・オデル
- 撮影：オズワルド・モリス.B.S.C
- 特殊効果：ロイ・フィールド / ブライアン・スミシーズ / インダストリアル・ライト&マジック[注 1]
- 音楽：トレヴァー・ジョーンズ
- 原案・コンセプトデザイン：ブライアン・フラウド
- 造型・美術：ライル・コンウェイ、ウェンディ・ミッドナー

## キャスト
本作においては原則として人間の俳優は登場せず、全て空想上の生物（クリーチャー）をアニマトロニクスで動かしたものであるため、キャストはすべて声の出演である。
- ジェン、ゲルフリン族：スティーブン・ガーリック
- キーラ、ゲルフリン族：リサ・マックスウェル
- オウグラ、"秘密"の守護者：ビリー・ホワイトロー
- フィズギグ、友好的なモンスター：パーシー・エドワーズ
- 侍従長、スケクシス族：バリー・デネン
- 将軍、スケクシス族：マイケル・キルガリフ
- 典礼長、スケクシス族：ジェリー・ネルソン
- 皇帝、スケクシス族：ジェリー・ネルソン
- 科学者、スケクシス族：スティーヴ・ホイットマイア
- 長老、ミスティック族：ブライアン・ミュール
- 儀式守護者、ミスティック族：シーン・バレット
- ナレーター：ジョセフ・オコナー

### パフォーマー
- ジェン、ゲルフリン族：ジム・ヘンソン
- キーラ、ゲルフリン族：キャスリン・ミュレン
- オウグラ、"秘密"の守護者：フランク・オズ
- フィズギグ、友好的なモンスター：デーヴ・ゲルツ
- 侍従長、スケクシス族：フランク・オズ
- 将軍、スケクシス族：デーヴ・ゲルツ
- 典礼長、スケクシス族：ジム・ヘンソン
- 科学者、スケクシス族：スティーヴ・ホイットマイア
- 長老、ミスティック族：ブライアン・ミュール
- 織り手、ミスティック族：ジャン・ピエール・アミエル

### 日本語吹替
| 役名                     | 俳優                       | 日本語吹替 | 日本語吹替                                                              | 日本語吹替                                               | 日本語吹替                               |
| 役名                     | 俳優                       | VHS版      | フジテレビ版                                                            | NHK-BS版                                                 | BD版                                     |
| ------------------------ | -------------------------- | ---------- | ----------------------------------------------------------------------- | -------------------------------------------------------- | ---------------------------------------- |
| ジェン（ゲルフリン族）   | スティーブン・ガーリック   | 三ツ矢雄二 | 三ツ矢雄二                                                              | 鳥海勝美                                                 | 浪川大輔                                 |
| キーラ（ゲルフリン族）   | リサ・マックスウェル       | 冨永みーな | 冨永みーな                                                              | 天野由梨                                                 | 本名陽子                                 |
| オウグラ、"秘密"の守護者 | ビリー・ホワイトロー       | 麻生美代子 | 麻生美代子                                                              | 野沢雅子                                                 | 麻生美代子                               |
| 長老（ミスティック族）   | ブライアン・ミュール       | 矢田稔     | 辻村真人                                                                | 松村彦次郎                                               | 茶風林                                   |
| 将軍（スケクシス族）     | マイケル・キルガリフ       | 肝付兼太   | 銀河万丈                                                                | 大塚周夫                                                 | 銀河万丈                                 |
| 典礼長（スケクシス族）   | ジェリー・ネルソン         | 田の中勇   | 渡部猛                                                                  | 滝口順平                                                 | 渡部猛                                   |
| 科学者（スケクシス族）   | スティーヴ・ホイットマイア | 辻村真人   |                                                                         |                                                          | 千葉繁                                   |
| 侍従長（スケクシス族）   | バリー・デネン             | 大竹宏     | 田の中勇                                                                | 金内喜久夫                                               | 龍田直樹                                 |
| 皇帝（スケクシス族）     | ジェリー・ネルソン         | 納谷悟朗   | 中尾隆聖                                                                | 飯塚昭三                                                 | 中博史                                   |
| ナレーター               | ジョセフ・オコナー         | 高木均     | 高木均                                                                  | 小林修                                                   | 小川真司                                 |
| その他                   | N/A                        |            | 石田太郎 谷口節 屋良有作 大山高男 広瀬正志 郷里大輔 滝沢ロコ 佐々木るん | 大木民夫 麦人 伊藤和晃 福田信昭 中博史 千田光男 山野史人 | 辻親八 小林修 柴田秀勝 江川央生 麻生智久 |
| 日本語版制作スタッフ     |                            |            |                                                                         |                                                          |                                          |
| 演出                     | 演出                       |            | 左近允洋                                                                | 蕨南勝之                                                 |                                          |
| 翻訳                     | 翻訳                       |            | 額田やえ子                                                              | 平田勝茂                                                 |                                          |
| 調整                     | 調整                       |            | 飯塚秀保                                                                | 金谷和美                                                 |                                          |
| 担当                     | 担当                       |            | 山形淳二                                                                |                                                          |                                          |
| 制作                     | 制作                       |            | グロービジョン                                                          | NHKエンタープライズ テレシス                             |                                          |
| 初回放送                 | 初回放送                   |            | 1990年10月10日 『水曜映画劇場』                                         | 1992年5月5日 『夜更かし映画館』                          |                                          |

## キャラクター

### ゲルフリン族
羊を擬人化したような容貌と大きな眼、長い耳を持つ。女性は羽を持ち、空を飛ぶことが出来るとされる。この世界では、もっとも人間に近い種族だが、夢幻展開（Dreamfasting）と呼ばれる一種の精神感応の能力を持ち、ゲルフリン族相互や他種族とも、一瞬にして膨大な情報を交換することが出来る。
ジェン
ゲルフリン族の孤児の青年。彼の一族は予言を恐れたスケクシス族により、大虐殺を受け、すべて殺されたと思われていた。幼いジェンは、賢者の種族、ミスティック族に救われ、ミスティック族の谷で成長したが、谷の外の世界での行動を禁じられ、その危険を実感としては知らない。象形文字を読むことが出来、二叉フルートの演奏ができる。ミスティック族の谷を旅立って以降の服装は一貫して、ミスティック族独特の意匠をあしらった茶色のチュニックと灰色のホーズを着ている。彼の服装や持ち物は、複数のミスティック族による手作りであり、本来のゲルフリン族の民族衣装ではない。
キーラ
ゲルフリン族の孤児の少女。彼女も、スケクシス族による大虐殺の廃墟からポッド族に救われた。キーラという名もポッド族の養母ユドラによって、名づけられたもの。ポッド族の中で成長したため、屋外での危険を避ける実用的な知識を身に付けている。動物たちと話が出来、薄膜状の羽で、滑空飛行が出来る。服装は膝下までの褐色のチュニックに、ゆったりとしたフード付のマントを羽織っている。彼女の服装もまた、ポッド族の手になるものであり、本来のゲルフリン族の民族衣装ではない。フィズギーと呼ばれる忠実な小モンスターをペットとしている。キーラはジェンと沼沢地で遭遇したことを発端として、行動を共にすることになる。

### オウグラ
年老いた魔女で、ケクシス族とミスティック族が出現するはるか以前から、この世界を観察し続けている。大地に生える植物を操り、危険から身を守ることができるが、スケクシス族の暴政に正面から抵抗する力はない。かつて、宇宙からやってきたウルスケク族なる種族と親交を結び、彼らが大水晶を設置するのに協力した。半球形のドームとなっている彼女の館の太陽系儀もまた、ウルスケク族が作ったものである。預言に基づいて、クリスタルの欠片を携えて、彼女を訪問したゲルフリン族は過去に何人もいるが、彼女にはそれが本物であるかどうかを見分ける力はなく、彼女はクリスタルの欠片をいくつも保管していた。片目は前回の「大合致」を見た際の光に焼き尽くされて失った。残る一つしかない目を取り外して、物を見ることができる。なお、オウグラの持つ予知能力を示す描写が本編中にある。

### スケクシス族

将軍

美食家

猛禽類の鳥類に似た姿の支配者で、退化したもう一組の手を、金襴緞子の分厚い衣装の下に隠している。巨大な黒水晶（ダーククリスタル）が放射する負の力を利用して、千年もの間、覇者としての暴政と、退廃に満ちた生活を続けたが、長い年月の間に一族は減りつづけ、残るは皇帝をのぞいて、わずか九名に過ぎない。性別はなく、それぞれ一代限りの不死の存在である。
ポッド族をはじめとするほかの生命体から活力や若さに相当する「生命のエキス」を液体化して抜き取り、回春や若返りを果たす傍ら、エキスの喪失によって意思や判断力を奪われた相手を奴隷として再利用してきた。だが、「生命のエキス」は使い続けると効果が薄れるという欠点があったため、「大合致」の際に三つの太陽からもたらされる膨大なエネルギーによる回春を待ち望んでいる。
醜い権力争いを繰り返しているが、互いに殺しあうことだけは種族自体の破滅を招きかねないために自制し、「石の裁き（Trial by Stone）」という代替手段を用意している。石の裁きでは、"裁定の石"に専用の剣を振り下ろし、石に穿たれた傷跡の大小によって、いずれのスケクシスの意見を是とするかを判断する。争いに敗れた方のスケクシスは、審議の重大さによって、典礼長の下す量刑を受けることになるが、最悪でも追放刑で、それも何かきっかけがあれば恩赦を認められる。
スケクシス族の一員である科学者が人工的に生み出した生物として、甲殻類や甲虫に似た姿が特徴の「ガーシム」や、映像信号による伝送能力を持つ「クリスタルの蝙蝠」 がいる。うち前者は黒水晶（ダーククリスタル）が放射する負のエネルギーを動力としており、スケクシス族の命令を理解できる程度の知能は備えているが、個性はなく、自分で判断して行動することも苦手である。後者はガーシムよりも高度な判断力を有し、執念深いところもあるが、生物らしさを排除して作り替えられたために、俊敏さに欠ける。なお、ガーシムなどの兵器にも、スケクシス族の同族には攻撃が出来ない禁忌事項を設けている。
正体は惑星トラの外からやってきた種族「ウルスケク族」のダークサイド。
皇帝（スケク・ソ）
スケクシス族の最高権力者で、物語の冒頭にて鉱物が砕け散るかのような醜怪な死を見せる。
侍従長（スケク・シル）
皇帝の側近であり、忠実というよりは慇懃無礼な物腰で次の皇帝の座を狙う野心家である。鼻がかった声が将軍から嫌われている。
将軍/ガーシムの長（スケク・ウング）
、科学者（スケクシス族）が作ったガーシムたちの中で、もっとも乱暴な個体であり、ガーシムたちの代表。「石の裁き」に勝利して、侍従長を追放し、次代の皇帝となった。
典礼長（スケク・ゾク）
儀式を主宰するという立場を利用して、侍従長と将軍の争いに傍観者の立場を貫き、結果的には新たな皇帝＝将軍に次ぐ地位を占めることに成功した。
科学者（スケク・テク）
スケクシス族の最大の武力であるガーシムやクリスタルの蝙蝠、「生命のエキス」製造装置などを作り上げた。自分の研究成果を示すことしか興味がないこともあり、他のスケクシス族の誰からも理解されずに放置されている。研究のために自分の片腕や片目を取り除いて、自作の人工臓器に置き換えている。
記録保持者（スケク・オク）
スケクシス族の歴史を記録する人物で、長い嘴に3つの眼鏡をかけている。将軍たちからは、残された記録の正確性しなどを疑われている。
装飾師（スケク・エクト）
スケクシス族の一員。ゲルフリン族を醜怪だと感じている。
奴隷の長（スケク・ナ）
生命のエキスを抜いたポッド族の奴隷たちをまとめる人物。隻眼で、片腕は鉤爪の義手となっている。失策をしでかした奴隷に対し、鉤爪で首を引き抜くなど苛烈な罰を平然と行う。
美食家（スケク・アユク）
一番肥え太っているのが、美食家である。スケクシスの宴席シーンは彼の最大の見せ場であった。スケクシス族の宴会の献立、酒肴、味付け等の采配は彼の役割だが、スケクシスたちの暴食を満足させるというものでもない。
財務官（スケク・ショッド）
財務官。集めた宝石で着飾っており、将軍からは「金銀宝石にしか興味を持たない」と評されている。

### ミスティック族

ミスティック族

亀に似た穏やかな顔と四本の腕、長躯に長い尻尾を持つ種族で、各自の役割を分担して生活していた。長躯にまとう衣服は基本的にはミスティック族の「織り手」が織り上げた布だが、螺旋パターンの意匠や文字としての結び目にそれぞれの長年の知識をたくわえた、データベースでもある。祈りなのか、合図なのか、時として和音の斉唱を始める不思議な種族である。ミスティック族はダーククリスタルの城から遥か離れた谷の洞窟をそれぞれの棲家としているが、スケクシス族の暴力からなぜか見逃されている。
正体は惑星トラの外からやってきた種族「ウルスケク族」のライトサイド。
長老（ウル・ス）
ミスティック族の長老で、一族では賢者として認知されていた。廃墟で見つけた幼いジェンが「預言」を成就する存在となることを見抜き、そのための教育を行った。
癒し手（ウル・イム）
長老亡き後、実質上、次代の長老として、ミスティック族を統べる指導者で、一族総出で谷を発つ際にも先導の役割を果たした。
護符、薬湯、鍼灸術といった技術で、ミスティック族の健康管理を担ってきた。
歌い手（ウル・ソル）
ミスティック族の和音の詠唱をリードしている人物で、ハイピッチの詠唱と、ミスティックの谷の石柱すべてを震わせるほどの荘重な低音を操る。
儀式守護者（ウル・ザッハ）
ミスティック族の式を取り仕切る人物で。職務上、他のミスティック族よりも多言ながら、その口調は謎めいている。
錬金術師（ウル・ティ）
ミスティック族の一員。科学者ながらも、自然以上に精緻なものは作れないと悟っていた。
書き手（ウル・アク）
ミスティック族の一員。私心なき隠棲の歴史と、儀式のための祈りの言葉を記してきた。
織り手（ウル・ウット）
ミスティック族の一員で、ミスティック族の衣服と毛布すべてを製作してきたほか、ジェンの衣服も作った。
本草学者（ウル・ノル）と料理人（ウル・アマユ）
食べ物を通して、ミスティック族全員の健康管理を担ってきた。
数霊術師（ウル・ヨッド）
数秘術を専門とするミスティック族で、かつてはオウグラの天体観測の補佐をしていた。

### ポッド族
心優しい農民の種族で、孤児となったキーラを養女として、養育した。成人でもゲルフリン族の半分ほどの体躯だが、非常に辛抱強い働き者であり、毎夜のように催す村全体での宴を楽しみとして厳しい労働の日々を暮らす人々である。ダーククリスタルの城に連れ去られた同胞に、生きて帰ってきた者がいないため、ガーシムやクリスタルの蝙蝠を非常に恐れ、森の奥に隠れ暮らしている。時間的概念のない（ようするにその日暮らしの）種族だが、家族意識や共同体意識は極めて強く健全。
なお、ポッドの名は、巨大な植物の種子の殻（ポッド）を住処としていることが語源であり、「生命の河」でジェンとキーラが乗るボートも実は植物の種子の殻である。

### ランドストライダー
この世界での最速の生き物。長い足で風のように駆けることから、キーラから「脚長さん」とも「スタニー・テイマー」とも呼ばれている。野生の状態で、草木を食んで生きているらしいが、キーラと会話をすることで協力してくれる気のいい動物である。本来、攻撃的なところはまったくないが、自然の生物ではないガーシムに対しては敵意を剥き出しにする。

### ウルスケク族
遥かな昔に宇宙から来訪し、オウグラと親交を結んだとされる種族。神にも等しい能力の持ち主だったが、迷いと過ちにより、大水晶を破壊してしまい、その結果彼らの魂は、ライトサイドであるミスティック族とダークサイドであるスケクシス族に別れてしまう。

## 背景・用語
異世界ファンタジー映画であるため、この映画にも独自の用語が多数存在する。（なお、用語は山田順子による日本語訳に準拠している）

### ダーククリスタル
スケクシス族が本拠とするダーククリスタルの城の中心、最上階に位置する巨大な黒水晶。支えも無しに空中に固定されたかのように浮いている。その結晶構造の上部には、はるか昔に加えられた打撃による無残な亀裂がある。その直下は、ダーククリスタルの城を貫き、地中深く穿たれた竪穴となっており、遥か下に溶岩らしき炎の海が見える。ダーククリスタルは、スケクシスたちが斥候として放つ、クリスタルの蝙蝠が捉えた画像を映し出す受像機の役割も持っている。
本来、ウルスケク族が作り上げた破壊される前の大水晶は、三つの太陽からのエネルギーを変換・制御し、地殻変動を安定させ、三つの太陽を巡る惑星の複雑な軌道から来る激烈な気候を緩和し、生命力と言える波動を伝播する、惑星規模のエネルギーシステムというものであったが、中核となる大水晶がダーククリスタルと化した結果、それは計り知れない悪影響を惑星全体に及ぼすこととなった。大水晶がダーククリスタルと化して以降の時代は「暗黒の千年紀」（Dark Millenium）と通称されている。

### クリスタルの欠片
この物語におけるキーアイテム。遥か昔、大水晶が破壊された際に分離した欠片（かけら）は、短剣状の透明の結晶体の小クリスタルとして、様々な種族の手を経て、スケクシス族にも所在が分からず行方知れずとなった。ダーククリスタルの放つ負のエネルギーを権力の源泉としているスケクシス族にとっては、欠片を破壊できなかったのは不本意なことだったが、代わりに偽の欠片を大量にばら撒き、どれが本物の欠片なのか分からないように欺瞞した。長い年月の末に、その試みは成功したかのように思われたが、ミスティック族は本物の欠片を見分けるための方法をそれとなくジェンに伝えていた。
本来、武器ではないが、短剣のような形状と、物理的に破壊不可という特性から、側面を刃のように使って物を切ったり、尖端を突き刺すような使い方は可能。

### 大合致
惑星トラから見て、複雑な軌道を描いて空を巡る三つの太陽も天頂にて、蝕の状態となる時がある。二つの太陽による蝕を「小合致」、三つの太陽の蝕を「大合致」と呼ぶが、天窓から受けた太陽光をエネルギーへと変換としているダーククリスタルは、三つの太陽相互の陽光の増幅効果により、異常な高エネルギーのビームが降り注ぐ一種の臨界状態へと移行する。スケクシスたちはその瞬間を利用して、さまざまな邪悪な意図を達成してきた。三つの太陽が蝕となる「大合致」は、千年に一度しか起こらない。

### 夢幻展開(dreamfasting)
この世界でいくつかの種族が生来、備えている精神感応力。覚えているが、正確に意識できない記憶も含めて引き出し、文字通り互いの経験を疑似体験し、共有できる。

### 遺跡
ポッド族の村を襲撃したガーシムより、辛くも逃れたジェンとキーラが森の奥で、一夜を過ごした後、偶然に迷い込む遺跡。実は遠い昔に襲撃され、廃墟となったゲルフリン族の住居、それも王宮というべき規模のものだった。ポッド族は以前から、この遺跡の存在を知っていたが、「古き者」たちの住まう処として、立ち入りを禁じ、禁忌の地としてきたために、キーラもその実態を知らなかった。ゲルフリン族のためと思われる建物（廃墟）と玉座があり、遺されていた壁画により、ジェンとキーラは曖昧な「預言」の真の意味を悟り、スケクシス族打倒のための行動を決意する。

## 製作

### コンセプト
『セサミストリート』、『マペットショー』などで、世界的にマペット操演者＆クリエイターとして知られるジム・ヘンソンが、後に映画『ダーククリスタル』として結実する着想を得たのは、当時の米国の人気番組、『サタデー・ナイト・ライブ』の一コーナーのマペット劇を担当していた頃に、豪奢な貴族暮らしをする爬虫類たちの宴会というイメージを当時の著書のイラストに描いたことだった。この着想が、まさにスケクシスたちの宴会シーンとして映像化されている。
```
「サタデー・ナイト・ライブ」でのジム・ヘンソンのマペット劇は、
剥製
用に使われる特製の眼球を使い、マペットに生物らしさを与えるという実験的なものであった。こうした試みを通して、ヘンソンは「マペットを用いた見たことも無いリアルな映像」の実現を決意した。『ダーククリスタル』のキャラクターに使われている眼球も、剥製用の技術による特注品である。
```

1977年の始めの冬、『マペットショー』製作の打ち合わせのため、コンコルド便でニューヨークからロンドンへ行こうとしていたジム・ヘンソンと娘のシェリル・ヘンソンは、大雪のため、ケネディ空港近くのモーターロッジに3日間、足止めされた。『ダーククリスタル』の基本的なストーリー、登場人物が出来たのは、実にこの予期せぬ自由時間の父娘のフリートークにおいてだった。
1977年8月、ジム・ヘンソンは様々なプロジェクトを並行させるかたわら、英国の新進イラストレーター、ブライアン・フラウドに映画製作のための協力を取り付けることになる。映画『ダーククリスタル』はヘンソンとフラウドが、共にフラウドの作品世界を映像として現実化するために行った共同作業の成果である。
ジム・ヘンソンが、映画『ダーククリスタル』に対して抱いていた基本的な考えは、リアリティの追求そのものである。そのために、彼は『よその惑星で起こっている出来事をそのまま、撮影してきたような』映画を目指し、リアリティある異世界を創造するため、風景、気候、植生、生物等あらゆることをフラウドと共同で考えていった。完成試写版では、観客に理解できる英語を話しているのは、主人公であるゲルフリン族二人とオウグラだけで、後の種族はそれぞれ独自の言語を話すことを想定していた。
なお、ヘンソン社作品のキャラクターは、基本的に「パフォーマー（操演者）」がキャラクターの声を担当するというセオリーがあるが、映画の性格上、主人公の声でカーミットが連想されるようなことは避けるべきという考えから、制作当初からそのセオリーは排除された。

### 造型
異生物がほとんどを占める本作において、主人公としてのゲルフリン族二人の造型には、細心の注意が払われた。人間であってはならず、なおかつ、映画の観客が感情移入できないほど「怪物」であってはならないという理由からである。初期の獣人的イメージから、デザイン・造型において、何度となく試行錯誤が繰り返された末に、決定デザインが採用された。造型者ウェンディ・ミッドナーの想定しているジェンとキーラの年齢は、人間でいえば16歳前後である。
スケクシス族のそれぞれの性格付けについて、キリスト教で言う「七つの大罪」を元にしたとの証言を、ジム・ヘンソンが行っている。
『ダーククリスタル』の造型のプロトタイプとして、知られるものが『スター・ウォーズ エピソード5/帝国の逆襲』に初登場したヨーダである。デザイン画だけ存在して、ヨーダを実現するプランをまったく持っていなかったルーカス・フィルムから、ヘンソン社に協力を求めたのが、ゲイリー・カーツだった。ヨーダの実現のため、フランク・オズ、人形製作者のウェンディ・ミッドナーらがヘンソン社から参加し、映画キャラクターとしての人形に要求されるものは何かといった事柄を学ぶ貴重な機会となった。フランク・オズは最終的にヨーダの声優としても、スター・ウォーズシリーズに参加することとなる。『スター・ウォーズ エピソード5/帝国の逆襲』の後、ゲイリー・カーツは『ダーククリスタル』の製作にプロデューサーとして参加することとなった。
フラウドのデザイン画において、フィズギーは「獣罠に似た歯を持つ毛皮の玉」であり、顔はライオンの毛皮、体はオポッサム、アライグマ、キツネ、羊の毛皮の縫い合わせで出来ている。特徴的な歯はヘンソン・オズ両監督の指示によるものだ。フィズギーの声を担当したパーシー・エドワーズは英国の動物の声専門の有名声優であり、『ラビリンス/魔王の迷宮』でもキャスティングされている。
オウグラは制作初期の段階では、Habidabadなる男性的なキャラクターと設定されていたが、劇中に女性が少なすぎるなど、いくつかの理由から女性に変更された。撮影の際、動き続ける太陽系儀を避けるタイミングを間違え、オウグラのマペット人形が酷く損傷する事故が発生したことがある。
ポッド族のデザインコンセプトは「ジャガイモに目や口」というものであったが、映画の中では、ヘンソン社の得意とするマペットキャラクターに最も近いため、ヘンソン・オズ両監督の好みに合い、ポッド族の宴会シーンなどは非常に入念かつ丁寧に映像化されている。
当初は、「ランドリーパー」という飛行蜘蛛そっくりのコンセプトで、空中を移動する異生物のアイデアがあったもののお蔵入りとなった。代替案を模索する過程で、映画スタッフのスタントマンの竹馬パフォーマンスが、フラウドに長い足の高速で動く異生物のデザイン・コンセプトを与え、最終的にランドストライダーとして、映画に登場することになった。
本作の製作にはおよそ5年以上の歳月がかかり、さまざまな工芸・宝飾などの技術を持つ人々が参加した。これらの造形スタッフの多くは、ゲイリー・カーツが製作総指揮を取った1985年のディズニー作品の映画『オズ』（Return To Oz）にも参加している。

### 撮影
マペットショーが、ヘンソン社とITCの共同制作となっているように、『ダーククリスタル』の製作においても、製作資金の調達にITCのオーナー、英国貴族のグレード卿の援助を受けている。だが、グレード卿の出した交換条件も一筋縄にはいかないもので、ジム・ヘンソンが望んだ『ダーククリスタル』の製作の前に、『マペットの夢見るハリウッド』（The Muppet Movie）の系譜に連なるマペット映画を一作撮れ、というのがその条件だった。そのまま撮影に入っても問題無いほどに、『ダーククリスタル』の準備に没頭していたジム・ヘンソンは、この条件を撮影の障害物とは思わずに逆に発想の転換をした。本作のために招いた撮影スタッフは、それぞれ一流どころながら、マペット映画というものには慣れていない。そこで急遽撮影することになった『マペットの大冒険/宝石泥棒をつかまえろ!』をその予行演習としたら、『ダーククリスタル』のためにも良い結果が望めるのではないか、という考え方である。こうした前向きかつ周到な発想から、『マペットの大冒険/宝石泥棒をつかまえろ!』が作られ、成功を収めた。
本作がヘンソンとオズの共同監督となったのは、監督であり、また自らマペットの操演者として「主演」するヘンソンが、シーンごとの演出を分担して、負担を軽減することを考えたことによる。その目的において、長年の共同作業で気心の知れたフランク・オズはまさに適役であった。ヘンソンとオズが、互いの操演シーンを意図を外さずに演出していったことは余人に真似が出来ないものがあった。本作で得た経験を元に、フランク・オズは映画の演出においても実績を積み、映画監督としての才能を開花させることになる。また、プロデューサーであるゲイリー・カーツも、第二班としてスタントシーンを中心に、一部シーンの演出を行っている。
スケクシス族の操演に関して、日本の古典芸能である文楽人形の影響を見ることができる。人形師が観客に姿を晒したままで、人形が演じる物語世界に観客を魅了していく文楽のあり方を、ジム・ヘンソンは人形劇芸術の最高傑作と高い評価を与えていた。実際のスケクシス族の操演は基本的には、『セサミストリート』のビッグバードと同じく、衣装の内部でモニター画面を見ながら、操演をするというものだが、ステディカムのカメラ支持装置を改造したハーネスをパフォーマーに取り付け、重い衣装を支えると共に、人形に余分な振動や不自然な動きを与えずに、操演するという方法が採られた。
映画製作当時のアニマトロニクス技術は、ほとんどがワイヤー操作によるものである。これは、一体のキャラクターの近くには必ず補助操演者が2〜4人程度付添いしなければならないということを意味するが、人形操演者以外に補助操演者をどうやって隠すかという苦労もついてまわる。例外的に、主人公のゲルフリン族二人の表情などのアニマトロニクス制御は、無線制御が採用され、演技の自由度を高めることに成功している。
この映画そしてヘンソン社のマペット操演については、主パフォーマーが体の動作と台詞（口の開閉）片方の腕（棒操りによる）、補助するパフォーマーがもう片方の腕あるいは両方の腕、という形で操演を行っている。操演されているキャラクターの手は、あたかも楽器すら演奏出来るかのように高いレベルで操演されているが、人間の手と同じことが出来るわけではない。キャラクターが持たされている剣や瓶などは、特別に軽量に作られたプロップ（小道具）であり、時にはキャラクターが保持しているかのように画面外から支えられている。
キーラの操演を担当したキャスリン・ミュレンは女優としての経験があるため、この映画のために特に起用された。アニマトロニクス造形物としてのキーラはそれほど表情のバリエーションを持っているわけではなかったが、ミュレンの苦心の操演が、この映画の成功を支える力のひとつとなった。なお、キーラの声をミュレン自身が担当することも検討されたが、主に年齢的な理由でキャンセルされている。
人間を登場させず、全てを人形で撮影するというのが、この映画のコンセプトではある。ただし、歩き回るスケクシスたちを小柄な俳優たちが、主人公二人の遠景シーンなどは、子役俳優のアビー・ジョーンズとナターシャ・ナイトが演じている。これらの俳優たちは、単にadditional performerとクレジットされているだけである。
ダーククリスタルの城内部のシーン、黒水晶の間、宴席の間、玉座の間等のシーンは同一のセットが用いられている。なお、本作はほとんどのシーンが屋内セットで撮影されているが、セットとしてのライティングとは別に、フロントプロジェクションを応用して、フィルターによる緑や紫の着色光を付け加えるという方法が採られている。作り物らしさを隠し、異世界としての雰囲気を表現する上で大きな効果を上げている。

### 音楽

本作においてはいくつか特殊な楽器が使われている。たとえば、ジェンの二叉フルートは近代の楽器に対応するものがないため、18世紀の楽器であるダブル・フラジオレットという楽器で代用されている。

劇伴音楽は撮影がほぼ完了した段階で作曲し録音することが一般的だが、本作の劇伴音楽担当のトレヴァー・ジョーンズは製作段階から映画に参加している。異世界イメージを考えた数曲の音楽が撮影現場でもBGMとして流されるという試みが為された。ジム・ヘンソンによる音響面でのイメージの統一の試みであり、それらBGMのモチーフは編曲の上、そのまま劇伴音楽に生かされている。本作の音楽は、ロンドン交響楽団のオーケストラに女声コーラス、シンセサイザー、そしていくつかのあまり使われない楽器によって録音された。映画製作当時としては前衛的な、オーケストラと電子音楽の融合である。

## 公開

### 完成試写版と公開版
映画完成後、業界関係者を中心にしたと思われる完成試写が行われ、アンケート結果により、完成試写版から公開版へと相当な改変が行われた。確認されているだけで以下のとおり。
- スケクシスの皇帝およびミスティクスの長老の葬儀の場面や、石の裁きの場面といった冗長とみなされた場面が削除または短縮された。他にも演出上の理由で、台詞のみ変更された場面がある。
- 「ウル・ルー族」が「ミスティック族」と名称変更された。ネタばれを防ぐための措置と思われる。
- オウグラ役声優の変更。ビリー・ホワイトローはオウグラ役としては、三人目の起用と言われる[注 11]。
- シーンの変更に伴う劇伴音楽の変更。

また、このほかにもスケクシス族が独自の言語を話すという演出があったが、ジョージ・ルーカスから映画としては分かり難いという意見が出たため、彼らの話し言葉は英語に変更された。なお、DVDの特典映像に収録されている「Making of The Dark Crystal」にて、スケクシスの将軍が「ハァクスケェカ」と叫ぶシーンがあるのは、改変前の名残である。

### 日本での公開
- 公開時の宣伝コピー『不思議な映像へようこそ！ 世界初の映像革命《ロボットロニクス》 三つの太陽が一つになるとき…クリスタルに奇跡が起こる』
- この映画はアニマトロニクス技術を使用した映画の第一号と言えるが、公開当時にその用語はなく、日本公開においては、「ロボットロニクス」という造語で宣伝された。
- 人間の俳優が一切登場しないという特殊性ゆえ、日本公開においては宣伝と言えるほどの宣伝[注 12]も行われず、関連商品も日本版小説を除いてはまったく発売されずという不幸な公開だった。ロードショー公開時にはそれほど注目を集めることもなかったが、その後の口コミによるものか、各地の名画座での公開には行列が出来るほどの人気を見せた。

## 外伝
"Legends of The Dark Crystal"#1 THE GARTHIM WARS  ISBN 978-1-59816-701-6
Barbara Randall Kessel, Heidi Arnold and Max Kim
映画公開後、20数年を経て刊行された初の公式の外伝的作品。映画の続編ではなく、時系列では映画より前の時代をアメコミとして描いたものである。
映画本編のオマージュと思しき場面がいくつも描かれている。また、映画本編では臨終場面のみだったスケクシスの皇帝が本作では登場しているが、ミスティック族は語り手としてのみ、オウグラはまだ登場しない。
ガーシムの襲撃により、故郷の村を失ったゲルフリン族の少年Lahrと少女Neffiは脅威を警告すべく、ナポソ峡谷を訪れる。不死身と思われた怪物ガーシムだったが、折れたフルートによるLahrの捨て身の一撃で倒されたガーシムの一体が、勝ち目のない戦いではないことを証明していた。だが、生きるため楽器を武器に持ち替え、戦いの道を選ぶことは、ゲルフリン一族にとって、芸術と美を楽しむそれまでの生活をあきらめ、葛藤の道を選ぶことを意味していた。若きゲルフリンたちの愛と冒険が始まる。
"Legends of The Dark Crystal"#2 TRIAL BY FIRE  ISBN 978-1-59816-702-3
Barbara Randall Kessel, Heidi Arnold and Jessica Feinberg
多くの同族たちの協力により、ナポソ峡谷の集落をガーシム集団の襲撃から守り抜いたLahrとNeffi。二人はナポソ峡谷の守りを人々に任せ、ダーククリスタルの城に連れ去られた自らの村の同胞の救出を目指す。一方、ダーククリスタルの城のスケクシスたちは、さらって来たゲルフリン族の管理を受け持つコレクター（収集者）と呼ばれるSkekLachが、報復の念をたぎらせ、策謀を巡らせていた。（完結。続巻未定）
オリジナルキャラクターとしてのスケクシス族SkekLach、SkekVar、ミスティック族の僧侶（語り手）UruSen、そしてオウグラが物語に登場する。

## 前日譚ドラマシリーズ
2017年5月、ルイ・レテリエが監督し、Netflixが配信する前日譚シリーズ『ダーククリスタル: エイジ・オブ・レジスタンス』の製作が発表され、2019年8月30日に全世界同時配信された。

## その他
- 1983年に米社シエラオンラインから映画を元にしたAVG「ダーククリスタル（英語版）」を発売。対応機種はApple IIとAtari8bit。日本では1984年にスタークラフト社が日本語に移植。パッケージやゲーム中のタイトルは英語表記であるが、一般に紹介される時は「ダーククリスタル」と紹介されている。対応機種はPC88、PC98、FM-7/8。